# Sokołowsko-Wilczowolski Obszar Chronionego Krajobrazu
Sokołowsko-Wilczowolski Obszar Chronionego Krajobrazu – obszar chronionego krajobrazu położony w północnej części województwa podkarpackiego. Zajmuje powierzchnię 24 276 ha.

## Historia i status prawny
Obszar chronionego krajobrazu (OChK) został utworzony na mocy Rozporządzenia Nr 35 Wojewody Rzeszowskiego z dnia 14 lipca 1992 r. w sprawie zasad zagospodarowania obszarów chronionego krajobrazu na terenie województwa rzeszowskiego. Po reformie administracyjnej w 1999 roku znalazł się w granicach województwa podkarpackiego. Ochrona obszaru została podtrzymana Rozporządzeniem Nr 80/05 Wojewody Podkarpackiego z dnia 31 października 2005 r. (zmienionym w roku 2005 i 2010). Aktualnie obowiązującym aktem prawnym jest Uchwała Nr XXXIX/784/13 Sejmiku Województwa Podkarpackiego z dnia 28 października 2013 r. (zmieniona w 2016 i 2017 roku).

## Położenie
Obszar znajduje się na terenie gmin: Cmolas, Kolbuszowa, Raniżów i Dzikowiec (powiat kolbuszowski), Głogów Małopolski, Kamień, Sokołów Małopolski oraz na terenie miasta Sokołów Małopolski (powiat rzeszowski).
Obszar chroniony obejmuje fragment Płaskowyżu Kolbuszowskiego o krajobrazie rolniczo-leśnym.

## Charakterystyka
Występują tu takie zbiorowiska roślinne jak: bory mieszane, fragmenty grądów, buczyna karpacka, olsy, torfowiska wysokie, a nad potokami łęgi i szuwary oczeretowo-trzcinowe.
Do gatunków roślin chronionych spotykanych na tym obszarze należą m.in.: wawrzynek wilczełyko, rosiczka okrągłolistna, podkolan biały, cis pospolity, barwinek pospolity oraz widłaki: jałowcowaty, spłaszczony, goździsty.
Z ciekawszych ptaków występują tu m.in.: bocian czarny, trzmielojad, kobuz, błotniak stawowy.

## Formy ochrony przyrody
Na terenie OChK nie ma na razie żadnych rezerwatów przyrody. Znajduje się tu natomiast kilkanaście użytków ekologicznych oraz wiele pomników przyrody (głównie drzew).
Większość terytorium Sokołowsko-Wilczowolskiego Obszaru Chronionego Krajobrazu wchodzi w skład obszaru specjalnej ochrony ptaków sieci Natura 2000: „Puszcza Sandomierska” PLB180005.

## Nadzór
Nadzór nad OChK sprawuje Marszałek Województwa Podkarpackiego.